# Ангел (Микеланджело)
«Ангел с канделябром» (итал. Angelo reggicandelabro; также — «Ангел с подсвечником», «Ангел со светильником») — небольшая мраморная статуя, созданная Микеланджело ок. 1494 −1495 гг. для гробницы Святого Доминика в  одноименной базилике в Болонье. «Ангел» — одна из трех статуй[а], которых Микеланджело сделал для гробницы. Как отмечает Виктор Лазарев, в этих ранних произведениях скульптора чувствуется влияние работ Якопо делла Кверча.

## Описание
Гробница Святого Доминика оставалась незавершенной из-за смерти Никколо дель Арка, скульптора, который начал сооружать её. Микеланджело вырезал ангела с канделябром с правой стороны гробницы; его ангел не такой женственный и нежный, как у Николо дель Арка, его фигура — более сбитая и мужская, несмотря на небольшой размер. У ангела короткие, вьющиеся волосы. Он опустился на левое колено и придерживает тяжёлый подсвечник обеими руками на правом. Микеланджело удалось довольно успешно подражать манере своего предшественника, однако выражение лица его ангела более оживленное.
Уильям Уоллес пишет, что это «самая миловидная из всех задуманных им скульптур».

## Образ в искусстве
Эта скульптура упоминается в биографическом романе Карела Шульца «Камень и боль»:
(...) «Ангел» Микеланджело готов тотчас встать и снова идти в бой (...) Только крылья здесь нежны, благостны, юны и женственно мягки. В первый и последний раз Микеланджело ваяет крылья.
В 1967 году вышла книга Э. Л. Конигсбург «Из архива миссис Базиль Э. Франквайлер, самого запутанного в мире», сюжет которой развивается вокруг тайны статуи «Ангел», возможно, созданной Микеланджело. Книга получила медаль Джона Ньюбери в 1968 году. В 1973 году книга была экранизирована (англ.) Филдером Куком (госпожу Френквайлер сыграла Ингрид Бергман), а в 1995-м повторно (англ.) — Маркусом Коулом (госпожу Френквайлер сыграла Лорен Бэколл).